# Manyingsal
Manyingsal is een bestuurslaag in het regentschap Subang van de provincie West-Java, Indonesië. Manyingsal telt 4325 inwoners (volkstelling 2010).